# Sedan (Ardenes)
Sedan és un municipi francès, situat al departament de les Ardenes i a la regió del Gran Est. L'any 1999 tenia 20.548 habitants. Allà, el 12 d'abril de l'any 1940 van arribar les tropes alemanyes després de la seva travessia per les Ardenas belgues, deixant atrapats a gran quantitat de soldats aliats a Bèlgica.

## Persones il·lustres
- Erard de la Mark (1472-1538), príncep-bisbe del principat de Lieja
- Etienne-Jacques-Joseph-Alexandre MacDonald (1765-1840), Mariscal de França
- Emmanuel Magnien (1971), ciclista
- Marie-Jeanne Larrivée-Lemiere (1733-1786) soprano dramàtica.
- Frédérick Tristan (1931-) escriptor i poeta, Premi Goncourt de 1983.